# IC 649/1
IC 649/1 је спирална галаксија у сазвијежђу Секстант која се налази на листи објеката дубоког неба у Индекс каталогу.
Деклинација објекта је + 1° 9' 55" а ректасцензија 10h 50m 52,0s. Привидна величина (магнитуда) објекта IC 649 износи 14,4 а фотографска магнитуда 15,2. IC 6491 је још познат и под ознакама MCG 0-28-19, CGCG 10-34, KCPG 252A, PGC 32506.